# 三菱・コルト1000
コルト1000 (COLT 1000)は、三菱自動車工業の前身である新三菱重工業および三菱重工業が、かつて製造・販売していた小型自動車である。
本稿では、コルト1000の派生車種であるコルト1100、コルト1200、コルト1500についても記述する。

## 概要
1963年7月、「コルト1000」を発売。従来の「コルト600」の上位車種という位置づけで、当時流行のフラットデッキスタイルを備えた三菱初の4ドアセダンである。エンジンはKE43型 1.0 L 水冷直列4気筒OHVを搭載する。
開発を担当したのは、ジープの国産化やシルバーピジョン・スクーターなどから小型車生産に携わるようになった、名古屋市大江の名古屋自動車製作所および京都市の京都製作所を中心としたグループである。同じ新三菱系ながら、オート三輪トラック「みずしま」の開発・生産を起源とする岡山県の水島自動車製作所の製品（軽自動車の初代ミニカ、2ストロークエンジン車のコルト800）とは完全に別系統のモデルであった。
1964年5月、鈴鹿サーキットで行われた第2回日本グランプリ自動車レース（ツーリングカー・T-III部門）に参戦。加藤爽平がクラス優勝を飾り、2位以降も横山徹、石津祐介、田中八郎の3名によって上位4台を独占した。 
1965年10月、「コルト1500」を発売。デボネアの6気筒エンジン用のシリンダーブロックをベースに、ボアを広げて4気筒用としたKE45型 1.5 L 水冷直列4気筒OHVエンジンを搭載する。基本デザインは1000と共通ながら、全長およびホイールベースが延長され、ヘッドランプは丸型4灯となった。
1966年9月、1000のエンジンをKE44型 1.1 L 水冷直列4気筒OHVに変更し、車名も「コルト1100」となった。1.0 Lで登場したダットサン・サニーとの差別化を図るための方策で、「プラス100 ccの余裕」で知られるトヨタ・カローラのデビューよりも1か月ほど早かった。
1966年12月、「コルト1500スポーツセダン」を追加。1100のボディに1500のエンジンを搭載したもので、最高出力70 PS、最高速度145 km/h。1100スポーティDXと共通の黒塗りフロントグリルが装着され、メカニズム面では三菱初のフロントディスクブレーキが採用された。
1968年5月、「ニューコルト」としてマイナーチェンジを実施。ボディは1500のものに一本化され、ヘッドランプは角型に変更された。メカニズム面ではチルトステアリングを採用。1100はエンジンをKE46型 1.2 L 水冷直列4気筒OHVに変更し、車名も「コルト1200」となった。
1968年8月、「コルト1500スーパースポーツ」を追加。標準型1500に対し、圧縮比を8.5から10.0に高め、SUツインキャブレターを装着して最高出力85 PSを発生する。
1969年12月、コルトギャランの発売に伴い1500が販売終了。1200のみに整理される。
1970年7月、製造事業者が三菱重工業から三菱自動車工業へ移管。同年11月、1200が販売終了。コルトギャランの下位を担う小型セダンは一旦空白となり、直接の後継は1973年登場の初代ランサーを待たねばならなかった。

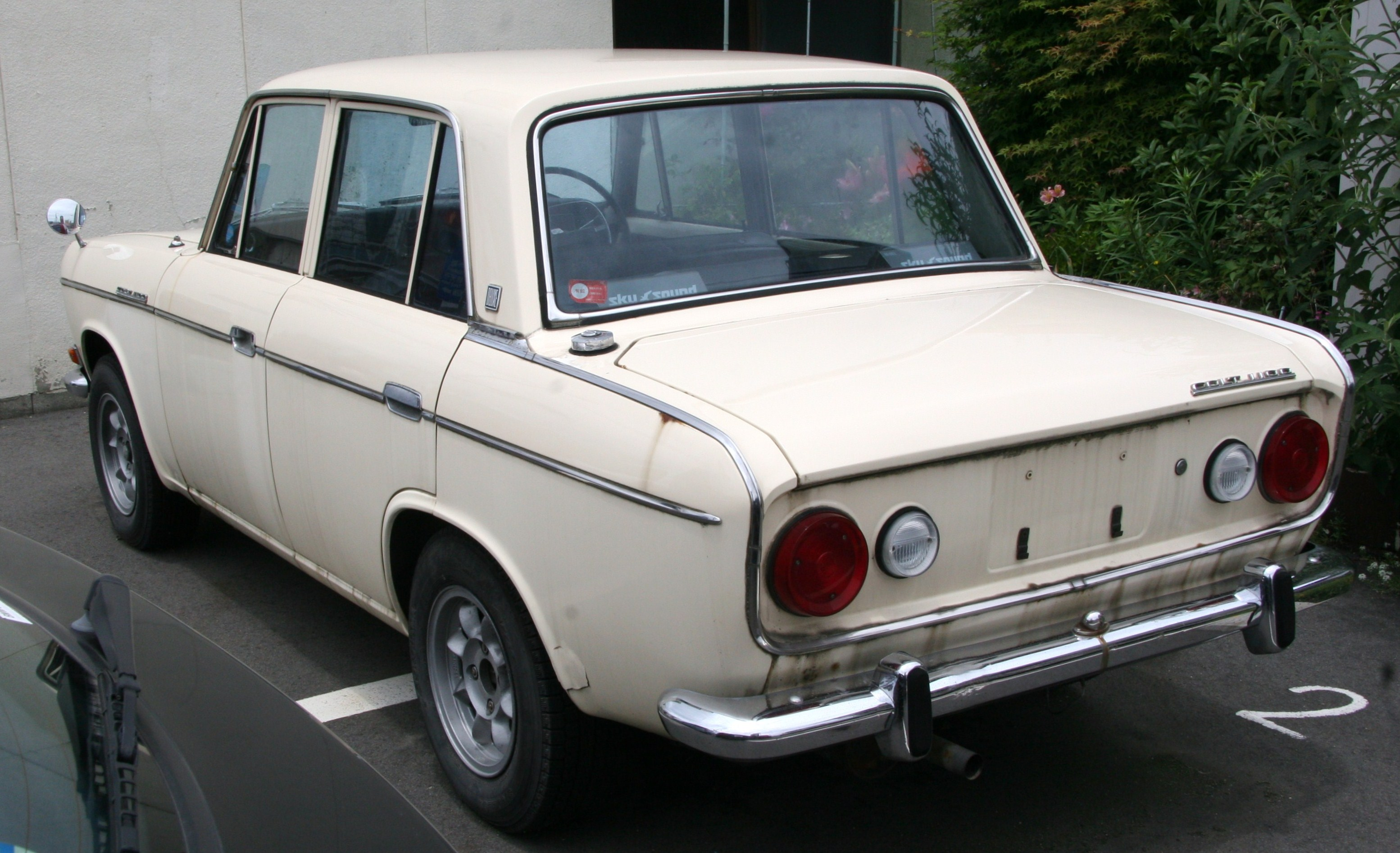
コルト1100（リア）